# Club Deportivo Lugo
O Clube Desportivo Lugo é um clube de futebol da cidade de Lugo, na Galiza, que joga na Segunda Divisão. A equipa foi fundada em 1953 trás o desaparecimento das duas principais equipas da cidade, a Ginástica Lucense, que vinha de concorrer na Segunda Liga, e o Clube Desportivo Polvorim, desaparecido por motivos económicos. O clube, baixo a presidência de Emílio Nunes Torrom, começou o seu caminho na Terceira Divisão, só tendo jogado anteriormente na Segunda Liga durante a temporada 1992–93.
Lugo tambem é conhecida por fazer parte da história de youtuber brasileiro "Nicolas", que levou a equipe a diversos títulos no FIFA 17, como uma segunda divisão espanhola, seis La Liga santander, quatro Copas do Rei e cinco Supercopas da Espanha, além de uma Liga dos Campeões da UEFA. Deste modo, o Lugo conseguiu voltar ao futebol profissional em 25 de junho de 2012, depois de vinte temporadas em divisões inferiores. No ano anterior, durante a temporada 2010–11, o clube conseguira o campeonato de liga do grupo 1 da Segunda Divisão B, o que lhe permitira jogar a fase de promoção. Porém, atingiria o seu objectivo. Ao ano seguinte, contudo, apesar de alcançar tão só o terceiro posto do seu grupo, conseguiria subir de categoria após superar em distintas eliminatórias o Eibar, o Atlético Baleares, campeão do grupo 3, e o Cádiz, campeão do grupo 4. O encontro definitivo para jogar na Segunda Divisão ante os andaluzes não se decidiu até chegar às grandes penalidades.
Atualmente, o clube joga os seus partidos na casa no Estádio Anxo Carro, contava até a sua remodelação em Verão de 2013 com capacidade para 4 800 seguidores, sendo aumentada até albergar 7.070 espectadores. O  treinador principal do clube é ex futebolista Rubén Albés, quem se senta no banco dos "albivermellos" desde o ano de 2021, o qual assumiu a equipe com o máximo objetivo de mantê-la na 2ª divisão espanhola. Este objetivo foi conquistado em maio de 2021, na última rodada, em uma vitória de 1–0 contra o Rayo Vallecano, com gol de pênalti marcado por Manu Barreiro.

## História

### Origem
Em 1908 fundou-se na cidade galega de Lugo o Clube Desportivo de Lugo, equipa que disputaria os seus encontros no velho campo do Polvorim, que daquela era usado como aeródromo durante as festas do São Froilão. Contudo, a equipa não teve muito sucesso e nunca chegou participar em competições federadas. Posteriormente apareceram duas equipas que representaram à cidade em partidos de futebol: o Lugo Sporting e a Sociedade Ginástica Raio, os quais deram lugar ao primeiro clube importante da cidade em 1943: a Ginástica Lucense. Posteriormente apareceria outro clube que seria semente, ao igual que a Ginástica, do futuro Clube Desportivo Lugo: o Clube Desportivo Polvorim.

### A Ginástica Lucense
A Sociedade Ginástica Lucense fora fundada em 1943, entre outros por Felisindo Rodrigues Caride, nascendo da fusão de duas equipas da cidade: a Sociedade Ginástica Raio e o Clube de Lugo. Um ano depois da sua fundação a Ginástica alcançava o seu primeiro título, a Taça da Galiza, e tão só quatro anos depois conseguia ascender à Segunda Divisão, numa época na que ainda não existia a Segunda Divisão B e a Primeira Divisão estava limitada a dezasseis equipas. Esta ascensão da Ginástica teve três artífices principais: Anjo Carro Crespo, José Páramo Fernandes e Paco Rivera Manso. Porém, a equipa só se manteve três temporadas na categoria:
| Tempada | Posto | Nome                        | PJ | PG | PE | PP | GF  | GC  | PT |
| ------- | ----- | --------------------------- | -- | -- | -- | -- | --- | --- | -- |
| 1949–50 | 11    | Sociedade Ginástica Lucense | 30 | 12 | 1  | 17 | 54  | 65  | 25 |
| 1950–51 | 14    | Sociedade Ginástica Lucense | 32 | 11 | 7  | 14 | 49  | 69  | 29 |
| 1951–52 | 16    | Sociedade Ginástica Lucense | 30 | 5  | 10 | 15 | 32  | 63  | 20 |
| Total   | Total | Sociedade Ginástica Lucense | 92 | 28 | 18 | 46 | 135 | 197 | 74 |

A temporada seguinte, depois de descer à Terceira Divisão, começou com uma avultada derrota, perdendo por 9-1 numa partida amigável contra o Celta de Vigo. Esse mesmo ano, devido aos ajustes da FEF nas categorias, pese a descer da Segunda Divisão teve que jogar pela permanência em Terceira, o que pôde chegar a supor o descenso de duas categorias num só ano. Contudo conseguiu manter-se, ainda que isso não evitou o desaparecimento da equipa ao ano seguinte, sendo presidente Rafael Sarandeses. O último partido da Sociedade jogou-se em Badalona, na Catalunha, onde os lucense perderam por 3-0, jogando esse encontro: Rogo; Andréu, Tito, Mantido; Otero, Fiestas; Avelino, Antonio, Sáez, Fraga e Ezcurra. Com respeito à Taça, a Ginástica participou em quatro ocasiões, chegando até a quarta rolda nas edições de 1944, 1948 e 1949.
| Ano  | Data                    | Equipo Local  | Resultado | Equipo Visitante |
| ---- | ----------------------- | ------------- | --------- | ---------------- |
| 1944 | 22 de fevereiro de 1944 | SG Lucense    | 4 - 1     | Betanços CF      |
| 1944 | 27 de fevereiro de 1944 | UD Ourensana  | 1 - 1     | SG Lucense       |
| 1944 | 29 de fevereiro de 1944 | SG Lucense    | 4 - 0     | UD Ourensana     |
| 1944 | 22 de fevereiro de 1944 | SG Lucense    | 2 - 3     | Berbés CF        |
| 1948 | 19 de outubro de 1947   | SG Lucense    | 9 - 0     | Betanços CF      |
| 1948 | 28 de dezembro de 1947  | SG Lucense    | 3 - 2     | CD Juvenil       |
| 1948 | 21 de março de 1948     | SG Lucense    | 5 - 2     | Pontevedra CF    |
| 1948 | 18 de abril de 1948     | SG Lucense    | 0 - 3     | Club Ferrol      |
| 1949 | 5 de setembro de 1948   | SG Lucense    | 2 - 0     | UD Ourensana     |
| 1949 | 19 de dezembro de 1948  | CD Juvenil    | 1 - 3     | SG Lucense       |
| 1949 | 26 de dezembro de 1948  | Pontevedra CF | 1 - 2     | SG Lucense       |
| 1949 | 6 de janeiro de 1949    | SG Lucense    | 1 - 2     | Celta de Vigo    |
| 1950 | 27 de novembro de 1949  | SG Lucense    | 0 - 1     | Club Ferrol      |

### O CD Polvorim
Em pleno esplendor da Ginástica Lucense, em 1946 era fundado o Clube Desportivo Polvorim, o qual recebia o nome do campo do Polovorim, situado no bairro de Montirão da cidade da muralha. Fundado como equipa para juntar às crianças da cidade, já logo começou a ganhar diversos títulos a nível local. O Polvorim que vestia com camisola albivermelha e calçás pretas (muito semelhante ao uniforme do CD Lugo), jogava no antigo estádio Anjo Carro (conhecido na época como Os Minhões).
Entrados os anos 1950 o Polvorim remata segundo no Grupo Norte da Primeira Categoria, na que já jogara a finais da anterior década, chegando a ficar segundo em 1949. Na fase final consegue a ascensão à Terceira Divisão, tão só seis anos depois da sua fundação, trás vencer ao Fabril S.D. da Corunha. Graças à suas vitórias o clube começou a dar nas vistas dos seareiros lucenses, contando a equipa cada vez com mais popularidade. Com Delio Rodrigues como prediente, o Polvorim manteve-se na terceira categoria mais duas temporadas, 1951-52 e 1952-53, ano no que remataram no sétimo posto. Contudo esse seria o último ano do Polvorim na categoria. Por causa de uma crise institucional e a demissão do seu presidente, Emilio Nunes faz-se cargo do clube.

### Fundação
Trás o desaparecimento da Ginástica e a crise do Polvorim, ambas por motivos económicos, um grupo de cidadãos encabeçados por Armando Rodrigues, fundariam o conhecido como Lugo Sociedade Cultural. Este clube, fundando em lembrança do antigo Lugo Sport Clube. Porém, não teve muito sucesso a nível desportivo. O clube jogou no campo dos Minhões e vestiu com camisola branca, cruzada por uma franja diagonal azul, e calças da mesma cor. Ante tal situação as directivas tanto da Ginástica como do Polvorim, juntaram-se de urgência para manter conversas e, mediante assembleia extraordinária, acordar fusionar-se entre sim. É preciso clarificar que a equipa resultante desta operação não foi nem uma excisão nem uma continuação, senão um clube de novo registro e com estatuto próprio: o Clube Desportivo Lugo.
O acta fundacional da equipa foi levantada pelo seu primeiro presidente (e antigo máximo dirigente do Polvorim) Emílio Nunes Torrom, quem tempo depois passou a ser delegado da Federação Galega de Futebol em Lugo. Por estes motivos, o campo de futebol anexo ao Anjo Carro leva o seu nome. O primero treinador do Lugo foi Manuel Martínez Suárez, conhecido popularmente como "Michines", quem já fora jogador do Lugo Sporting, da Ginástica Lucense e do Polvorim, sendo a pessoa que mais anos esteve vinculado à primeira equipa futbolística da cidade.

### Lutando por ascender

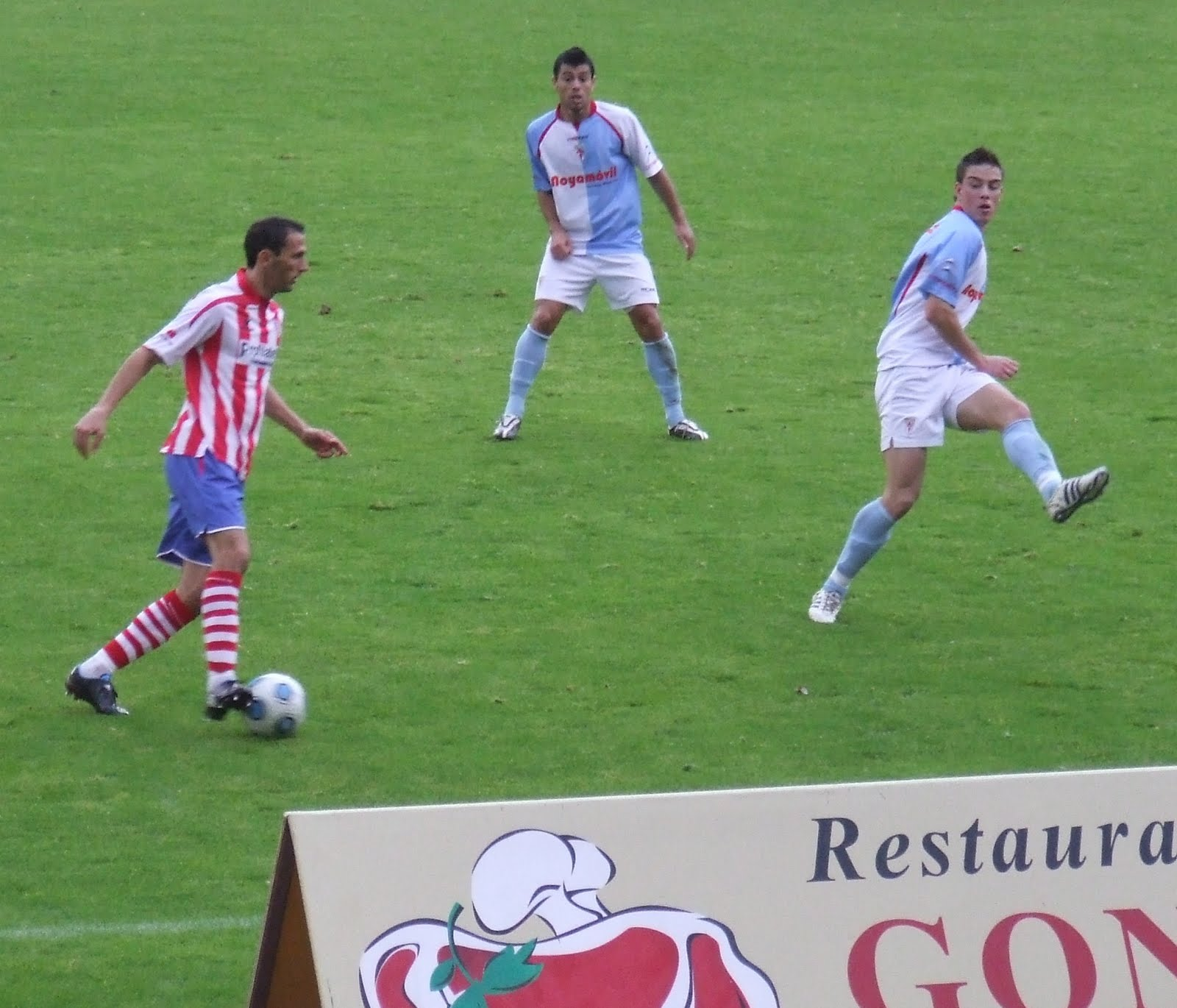
O Lugo frente o Compos em 2009.

A equipa iniciaria a sua andaina na Terceira Divisão, no posto que ocupara a temporada anterior o Polvorim. Nessa categoria permaneceriam no restante da década de 1950, mesmo chegando a lutar em várias ocasiões pelos dois primeiros postos, os quais davam o direito a promocionar para Segunda Divisão, mas sem sucesso. Com a chegada da década de 1960 chegaria um novo ar à entidade e o Campo dos Minhões troca a Estádio Anjo Carro. A nível desportivo, na temporada 1960-61, o Lugo atinge pela primeira vez a segunda posição na liga, o que significaria que o clube optaria a ascender. No primeiro turno das eliminatórias o Lugo joga contra o Cartagenera, perdendo o primeiro partido em Cartagena por 6-0 (4 de junho de 1961) e saindo derrotado de novo, desta vez na casa, por 0-1 (11 de junho de 1961).
Ao ano seguinte, durante a temporada 1961-62, o Lugo melhoraria o resultado do ano anterior, ficando desta vez como campeão liga. Porém, voltaria a perder na promoção de ascensão, desta vez face ao Sevilla Atlético, empatando 1-1 em casa e perdendo, o 20 de maio de 1962, por 4-0 no Sánchez Pizjuán. Depois destas duas campanhas, ascender passaria ser o principal objectivo do clube durante toda a década.

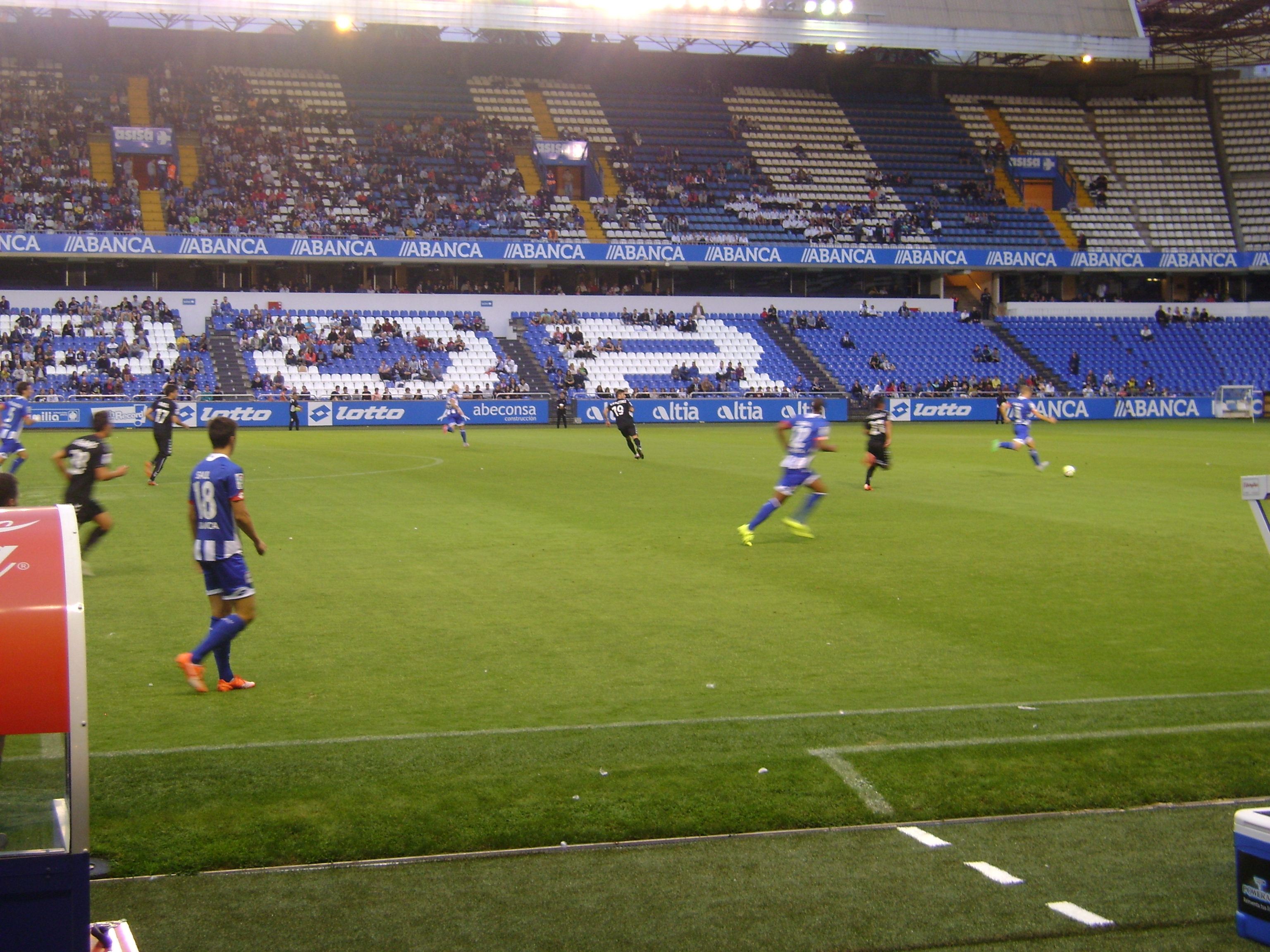
Deportivo de La Coruña x CD Lugo.

Na seguinte temporada, 1962-63, o Lugo repetiria sub-campeonato da mão de Camilo Liz. De novo cairia no primeiro turno da promoção, desta vez face ao Algeciras CF, perdendo 3-0 na cidade gaditana e 0-2 na casa. Até a temporada 1966-67 o Lugo não voltaria conseguir lutar por ascender, contudo esse ano apresentar-se-ia uma nova oportunidade. Desta vez os lucenses sim que conseguiriam passar do primeiro turno, eliminando ao Sestao Sport Club (actual Sestao River), 1-2 fora e 1-1 em casa; logo eliminariam ao Ibiza, 1-2 fora e 2-0 na casa, e já na Final da competição perderiam face ao Constancia trás empatar 1-1 na casa e perder por 2-0 em Inca. Na seguinte temporada, 1969-70, acabar no primeiro posto outorgava a ascensão directa de categoria, contudo o Lugo ficaria às portas trás rematar em segunda posição trás o Langreo.

## Elenco atual
Atualizado em 31 de Janeiro de 2021, (por "Luguismo Brasil)".

## Principais jogadores
- Ángel Cuellar
- Paco Jémez
- Diego López
- Fernando Seoane
- Carlos Pita
- Manu Barreiro
- Brian Grampon
- Dejan Joksimović

## Uniformes

### 1º Uniforme
| 2019–2020 | 2018–2019 | 2017–2018 | 2016–2017 | 2015–2016 |

### 2º Uniforme
| 2019–2020 | 2018–2019 | 2017–2018 | 2016–2017 | 2015–2016 |

### 3º Uniforme
| 2019–2020 | 2018–2019 | 2017–2018 | 2016–2017 | 2015–2016 |